# Hochmeister

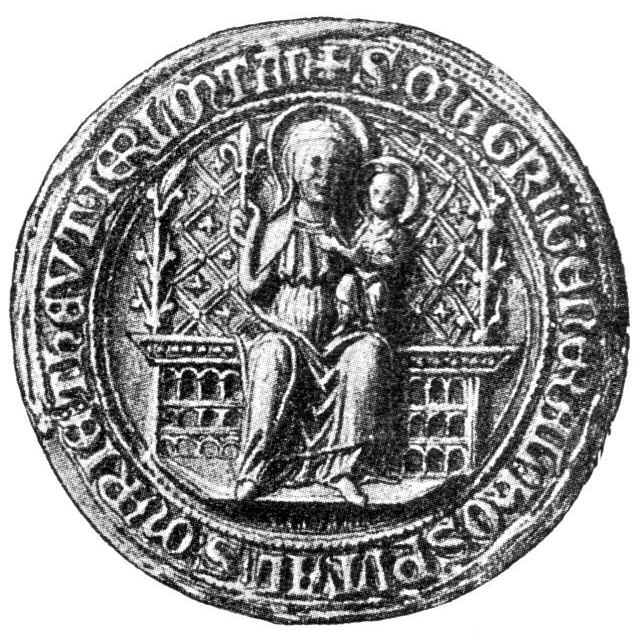
Altes Siegel des Hochmeisters des Deutschen Ordens

Der Hochmeister ist das höchste Amt im Deutschen Orden. Es entspricht dem eines Großmeisters. Auch der St.-Georgs-Orden kannte den Titel Hochmeister.
Der Titel entstand im Jahre 1199, als die bisherige Hospitalbruderschaft mit einem Meister an der Spitze zu einem geistlichen Ritterorden erhoben wurde. Während das Amt in der Anfangszeit auch von Ordenspriestern wahrgenommen werden konnte, bestimmte Papst Honorius III. im Jahre 1216, dass der Hochmeister aus den Reihen der Professritter zu wählen war. Diese Regelung war bis 1923 in Kraft; erst mit dem Wandel in einen klerikal geführten Orden gelangte das Amt (wieder) an die Priesterbrüder.
Nach der Säkularisation des Ordens unter dem letzten in Preußen residierenden Hochmeister Albrecht von Brandenburg im Jahre 1525 erhielt der Deutschmeister Walther von Cronberg 1527 von Kaiser Karl V. die Berechtigung, sich „Administrator des Hochmeistertums“ zu nennen. Von 1530 bis 1929 wurde das Amt daher umgangssprachlich „Hoch- und Deutschmeister“ genannt.
Heute ist der Hochmeister zugleich Generalsuperior der Deutschordensschwestern sowie Oberer der Institute der Ehrenritter und Familiaren. Er erhält die Abtsweihe, trägt Hirtenstab und Mitra und besitzt das Recht, bischöfliche Kleidung zu tragen. Neben dem Brustkreuz trägt er zugleich das ritterliche Hochmeisterkreuz am Koulanten und dieses auch auf dem Ordensmantel. Seit 2010 führt der Hochmeister zusätzlich den Titel eines Generalabtes.

## Hochmeisterkreuz

Wappen der Hochmeister des Deutschen Ordens

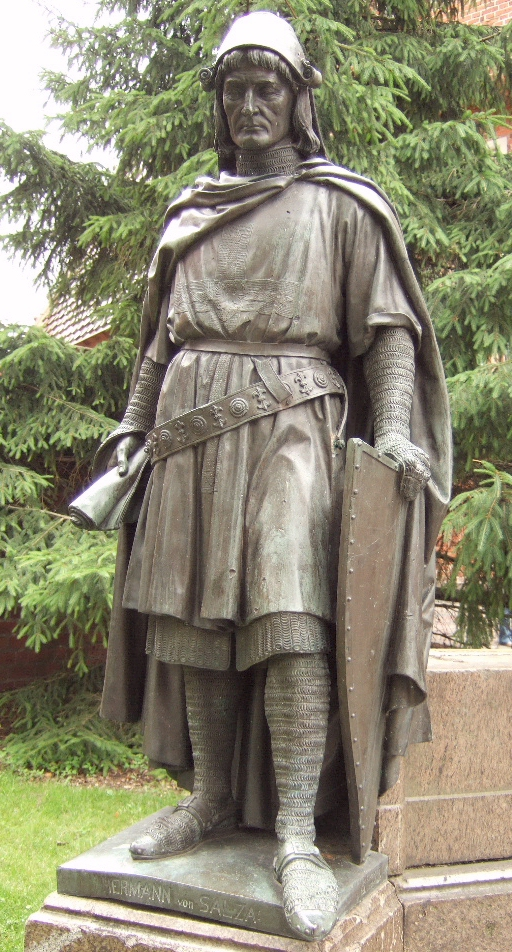
Bronzestatue des 4. Hochmeisters Hermann von Salza, Marienburg

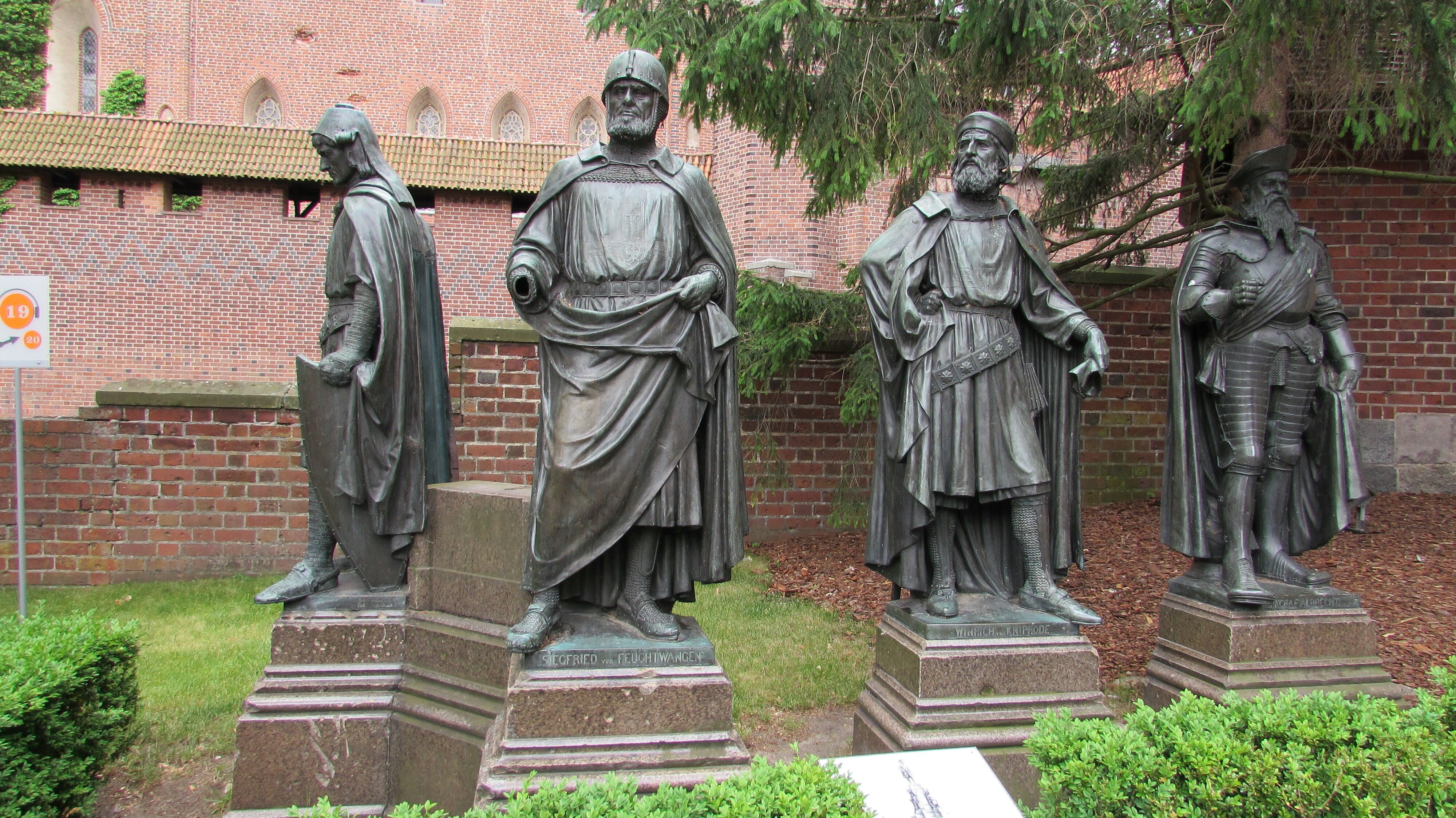
Denkmäler in der Marienburg

Das Hochmeisterkreuz besteht aus einem schwarzen Kreuz auf silbernem Grund. Darin liegt ein goldenes Stabkreuz mit Lilie an den Enden, darauf in der Mitte ein Wappenschild mit einem schwarzen Adler auf goldenem Grund.

## Wirkungsbereich
Der Hochmeister war und ist höchster Oberer des Deutschen Ordens. In Europa wurde er durch die Landesmeister vertreten, da er ursprünglich als höchste weltliche und geistliche Autorität des Ordens im Heiligen Land residierte. Als er nach dem Fall von Akkon seinen Sitz nach Europa verlegte, musste er sich gegen seine Landmeister durchsetzen. Er wurde nach der Übersiedlung nach Preußen der dortige Landesherr und übernahm vor allem die Vertretung des Ordens nach außen. Innerhalb des Ordens jedoch sank seine Autorität, was sich daran zeigte, dass verschiedene Hochmeister vom Generalkapitel zum Rücktritt gezwungen wurden. Nach der Reformation war sein Amt vor allem ein symbolisches, das im Range höher stand als die damit verbundene Macht. Kammergut war das Meistertum Mergentheim, das als reichsunmittelbares Territorium dem Hochmeister – als geistlichem Fürsten – zugleich Sitz und Stimme auf der geistlichen Bank des Reichsfürstenrates als Reichsprälat gewährte. Die meisten Ritter standen bei fremden Herren im Dienst, so dass er durch sie einen gewissen Einfluss auf deren Politik nehmen konnte. Ein Beispiel dafür ist Caspar Anton von Belderbusch, Premierminister in Kurköln. Der damalige Hochmeister befahl ihn auf seine Kommende zurück, was Belderbusch faktisch entmachtete. Nur die persönliche Bitte des Kölner Kurfürst-Erzbischofs konnte ihn auf seinem Posten halten.
Nach der Säkularisation leitete sich der Einfluss des Amtes von seinem Inhaber ab, der stets ein Prinz des österreichischen Kaiserhauses war. Der Orden, der nun nie mehr als etwa 20 Adlige umfasste, war vor allem im Militär der k. und k. Monarchie vertreten. Es handelte sich bei dem Hochmeister also um einen besonderen Würdenträger Österreichs, der der kaiserlichen Familie entstammte und quasi einem Hausorden vorstand.
Das Ende des Ersten Weltkrieges beendete das „Schattendasein“ des Ordens. Die Leitung und damit das Hochmeisteramt kamen nun an die Kleriker des Ordens. Nach Bischof Norbert Klein, dem ersten Kleriker als Hochmeister, drohte der Orden in der Versenkung zu verschwinden. Um dem entgegenzuwirken, verlieh der Papst dem Hochmeister die Abtswürde und in der Kleidung die Privilegien eines Bischofs. So hoch sein Ansehen heute auch ist, in Österreich steht er im Range eines Botschafters. Innerhalb des Ordens ist er zwar von besonderer symbolischer Bedeutung, faktisch aber Gast des Priors der Provinz Österreich. Er ist von den Abgaben der Provinzen abhängig, deren Ordinarius aber nicht er, sondern der jeweilige Prior ist.
Der Hochmeister ist zugleich der Generalobere der Deutschordensschwestern, die dem Deutschen Orden inkorporiert sind, und der Familiaren des Deutschen Ordens. Er wird durch delegierte Brüder und Schwestern auf dem Generalkapitel jeweils für sechs Jahre gewählt.

## Residenz des Hochmeisters
Die Residenz des Hochmeisters des Deutschen Ordens war ursprünglich Akkon. Hier wurde der Orden begründet, hier hatte er sein wichtigstes Aufgabenfeld. Nach dem Fall von Akkon (1291) verlegte er den Sitz nach Venedig. Dies lag zum einen daran, dass man immer noch daran glaubte, ins Heilige Land zurückzukehren, zum anderen an den guten Beziehungen zur Republik Venedig. Erst 1309 wurde der Sitz auf die Marienburg in Preußen verlegt. Damit war die Sicherung des unabhängigen Eigenbestandes verbunden; denn sowohl der Kirchenstaat als auch die Republik Venedig waren in Zeiten des Umbruchs keine sichere Herberge. Außerdem kam eine starke Strömung innerhalb des Ordens hinzu, welche im Baltikum die Zukunft des Ordens sah. Im Juni 1457 wurde der Sitz dann nach Königsberg überführt, da der Orden die Marienburg verloren hatte.
Nach der Reformation und dem Verlust des Deutschordenslandes wurde der Hauptsitz des Ordens nach Mergentheim verlegt, das zur Deutschordensballei Franken gehörte. Dessen Kammergut war das Meistertum Mergentheim. Auch wenn die Hochmeister hier nicht unbedingt residierten, so war im dortigen Deutschordensschloss doch die Hauptverwaltung des Ordens; heute befindet sich dort das Deutschordensmuseum. Erst die Säkularisation brachte eine neue Verlegung des Hauptsitzes mit sich. Nachdem Mergentheim 1809 an das Königreich Württemberg gelangt war, wurde der neue Sitz des Hochmeisters in demselben Jahr in Wien im Deutschordenshaus angesiedelt, wo er sich bis heute befindet, bis 1945 mit Zweitsitz auf dem mährischen Schloss Freudenthal.

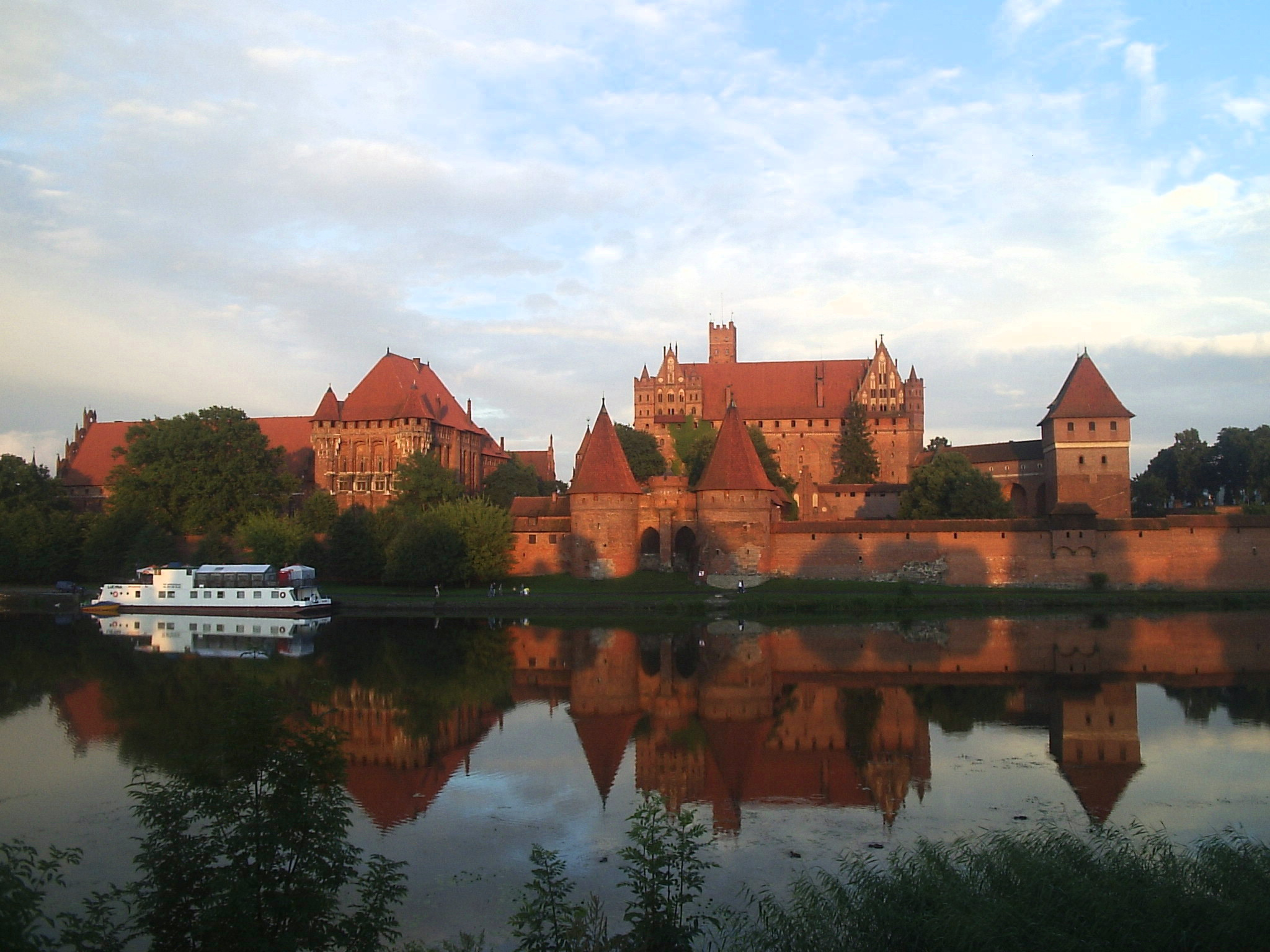
Marienburg
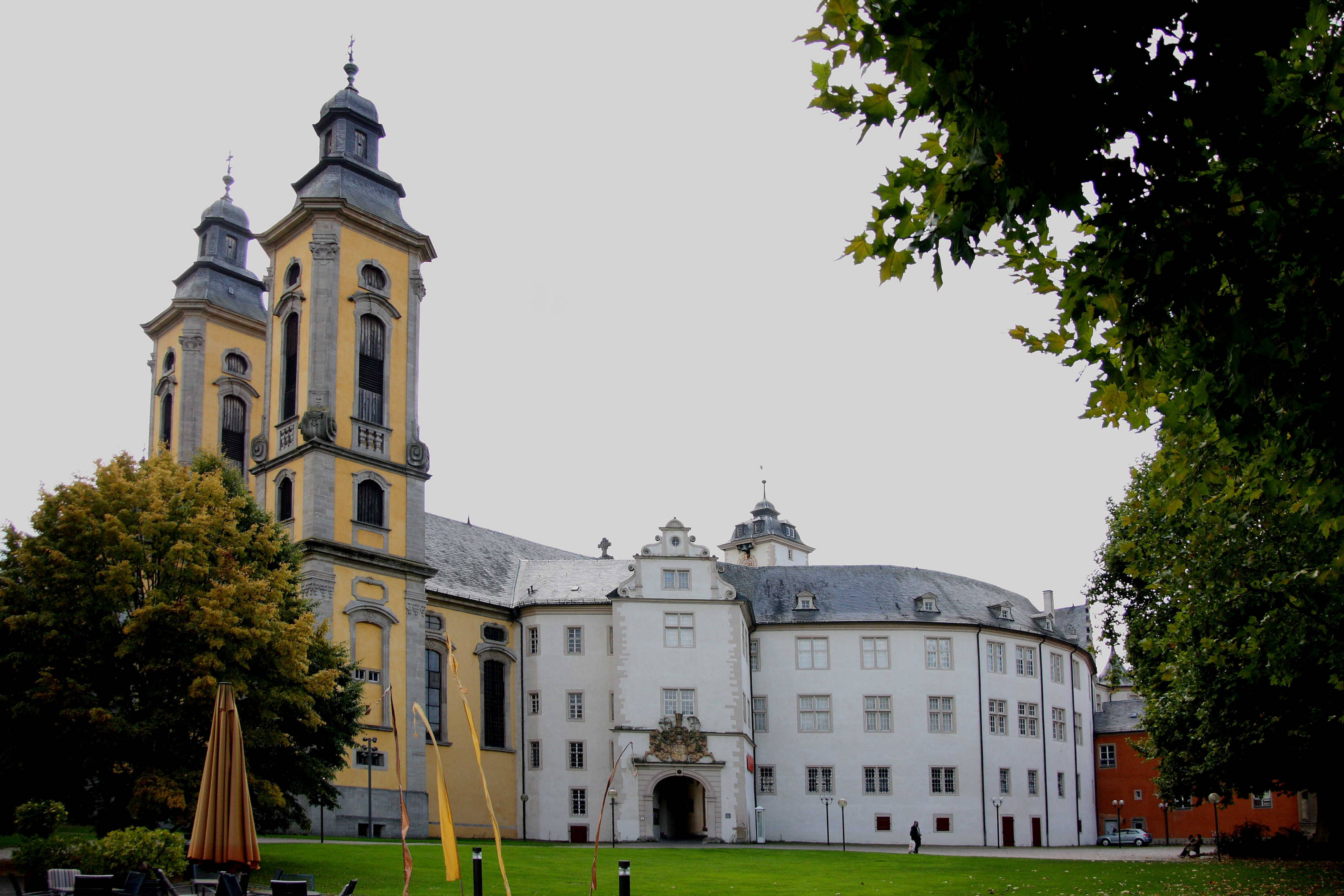
Schloss Mergentheim
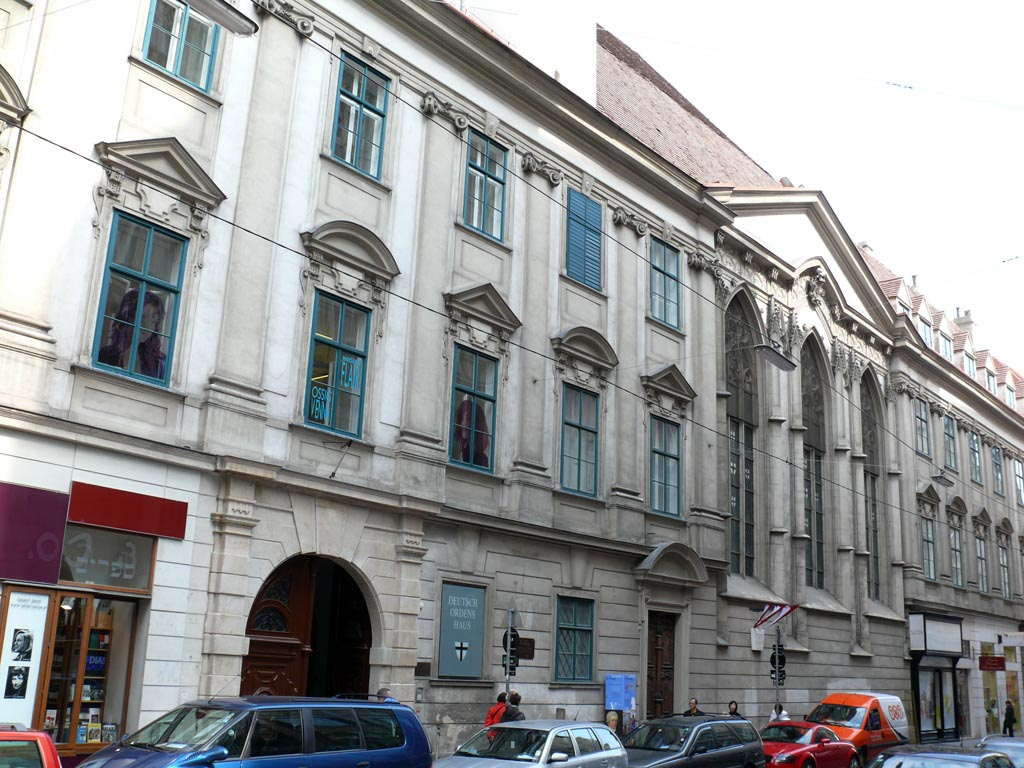
Deutschordenshaus (Wien)

## Kleidung der Hochmeister
Bis 1923 waren die Hochmeister immer Ritter des Ordens. Zu seiner der jeweiligen Zeit angepassten Kleidung trug er wie alle Ordensritter über den Schultern einen weißen Mantel, der bis über das Knie reichte und, vom Träger aus gesehen, rechts mit dem Hochmeisterkreuz besetzt war. An der rechten Hand trug er einen Ring. Nach 1806 trug er eine Uniform, die aus weißem Oberteil, schwarzen Hosen und schwarzen Stiefeln bestand, und am Kragen das Hochmeisterkreuz am Coulant.
Nachdem der erste Klerikerhochmeister Bischof gewesen war, wurde der zweite Klerikerhochmeister in den Abtsrang erhoben. Zugleich wurde ihm eine violette Soutane zugestanden, wie sie auch die Bischöfe tragen. Auf dem Scheitel trägt er einen violetten Pileolus (ein Scheitelkäppchen) und als Kopfbedeckung ein violettes oder auch weißes Birett. Am Hals trägt er das Hochmeisterkreuz an einem schwarzen Coulant und auf der Brust ein Pektorale (Bischofskreuz). Über die Schultern trägt er einen weißen Mantel, der bis zum Boden reicht und auf dem ebenfalls das Hochmeisterkreuz zu sehen ist. An der rechten Hand trägt er einen Ring. Bei der Heiligen Messe kommen ihm die Pontifikalien aus Krummstab und Mitra zu.